# 細川興徳
細川 興徳（ほそかわ おきのり）は、江戸時代中期から後期にかけての大名。常陸国谷田部藩7代藩主。官位は従五位下・長門守。

## 生涯
宝暦9年（1759年）5月2日、6代藩主・細川興晴の長男として誕生した。天明8年（1788年）12月5日、父の隠居により家督を継ぎ、12月16日に従五位下・長門守に叙位・任官する。
藩政においては、寛政6年（1794年）に藩校「弘道館」を創設して学問を奨励している。しかし放漫財政を行なった上、文政元年（1818年）、文政12年（1829年）、天保5年（1834年）に江戸屋敷が焼失し、天保6年（1835年）には能持院が火災を受けるなどの大被害を受け、天保4年（1833年）には年貢減免を求める百姓一揆が起こるなどして藩財政は悪化し、これらの対処による支出などで13万両の借金を抱えたといわれている。
このため天保6年（1835年）より、二宮尊徳の尊徳仕法と藩医・中村勧農衛を中心とする藩政改革が行なわれるが、保守派などの反対もあって改革はうまく進まず、その最中の天保8年（1837年）9月16日に死去した。享年79。
興昶、興祥、興民と3人の養子が早世・廃嫡などしたため、家督は4人目の養子の興建が継いだ。

## 系譜
父母
- 細川興晴（父）
- まき - 立花貞俶の五女（母）

正室
- 光輪院 - 細川重賢の娘

子女
- 細川興祥正室

養子、養女
- 細川興昶 - 毛利治親の三男
- 細川興祥 - 丹羽氏福の次男
- 細川興民 - 榊原政令の三男
- 細川興建 - 有馬頼端の次男
- 鐸 - 細川興建正室、細川興祥の娘